# Rio Open 2015
Rio Open 2015 byl společný tenisový turnaj mužského okruhu ATP World Tour a ženského okruhu WTA Tour hraný v areálu Jockey Club Brasileiro na otevřených antukových dvorcích. Konal se mezi 16. až 22. únorem 2015 v brazilském Riu de Janeiru. Jednalo se o druhý ročník turnaje.
Mužská část se řadila do kategorie ATP World Tour 500 a celková dotace činila 1 548 755 amerických dolarů. Ženská polovina s rozpočtem čtvrt milionu dolarů se řadila do kategorie WTA International.
Nejvýše nasazenými v singlových soutěžích se stali španělský třetí tenista světa Rafael Nadal, jenž vypadl v semifinále a třináctá hráčka žebříčku Sara Erraniová z Itálie, která potvrdila roli favoritky ziskem trofeje. Mužskou dvouhru vyhrál David Ferrer.

## Rozdělení bodů a finančních odměn

### Rozdělení bodů
| Soutěž       | vítězové | finalisté | semifinalisté | čtvrtfinalisté | 16 v kole | 32 v kole | Q  | Q3 | Q2 | Q1 |
| ------------ | -------- | --------- | ------------- | -------------- | --------- | --------- | -- | -- | -- | -- |
| dvouhra mužů | 500      | 300       | 180           | 90             | 45        | 0         | 20 | —  | 10 | 0  |
| čtyřhra mužů | 500      | 300       | 180           | 90             | —         | —         | 20 | —  | 10 | 0  |
| dvouhra žen  | 280      | 180       | 110           | 60             | 30        | 1         | 18 | 14 | 10 | 1  |
| čtyřhra žen  | 280      | 180       | 110           | 60             | 1         | —         | —  | —  | —  | —  |

### Finanční odměny
| Soutěž                              | vítězové | finalisté | semifinalisté | čtvrtfinalisté | 16 v kole | 32 v kole | Q3     | Q2   | Q1   |
| ----------------------------------- | -------- | --------- | ------------- | -------------- | --------- | --------- | ------ | ---- | ---- |
| dvouhra mužů                        | $343 000 | $154 620  | $73 240       | $35 340        | $18 020   | $9 910    | $1 115 | $615 | —    |
| čtyřhra mužů                        | $101 310 | $45 710   | $21 550       | $10 420        | $5 350    | —         | —      | —    | —    |
| dvouhra žen                         | $43 000  | $21 400   | $11 300       | $5 900         | $3 310    | $1 925    | $1 005 | $730 | $530 |
| čtyřhra žen                         | $12 300  | $6 400    | $3 435        | $1 820         | $960      | —         | —      | —    | —    |
| částka ve čtyřhře je uvedena na pár |          |           |               |                |           |           |        |      |      |

## Dvouhra mužů

### Nasazení
| Stát                         | Hráč             | ATP | Nasazení |
| ---------------------------- | ---------------- | --- | -------- |
| Španělsko                    | Rafael Nadal     | 3.  | 1.       |
| Španělsko                    | David Ferrer     | 9.  | 2.       |
| Španělsko                    | Tommy Robredo    | 17. | 3.       |
| Itálie                       | Fabio Fognini    | 26. | 4.       |
| Argentina                    | Leonardo Mayer   | 30. | 5.       |
| Uruguay                      | Pablo Cuevas     | 32. | 6.       |
| Kolumbie                     | Santiago Giraldo | 33. | 7.       |
| Slovensko                    | Martin Kližan    | 38. | 8.       |
| Žebříček ATP k 9. únoru 2015 |                  |     |          |

### Jiné formy účasti
Následující hráči obdrželi divokou kartu do hlavní soutěže:
- Guilherme Clezar
- João Souza
- Elias Ymer

Následující hráči postoupili z kvalifikace:
- Facundo Argüello
- Marco Cecchinato
- Thiemo de Bakker
- Daniel Gimeno Traver

### Odhlášení
před zahájením turnaje
- Marcel Granollers → nahradil jej Albert Montañés

### Skrečování
- Thiemo de Bakker (břišní bolest)
- Santiago Giraldo (dehydratace)
- Leonardo Mayer (dehydratace)
- Diego Schwartzman (křeč)

## Mužská čtyřhra

### Nasazení
| Stát                                                                                  | Hráč                 | Stát      | Hráč          | ATP | Nasazení |
| ------------------------------------------------------------------------------------- | -------------------- | --------- | ------------- | --- | -------- |
| Rakousko                                                                              | Alexander Peya       | Brazílie  | Bruno Soares  | 22. | 1.       |
| Kolumbie                                                                              | Juan Sebastián Cabal | Kolumbie  | Robert Farah  | 42. | 2.       |
| Rakousko                                                                              | Julian Knowle        | Brazílie  | Marcelo Melo  | 48. | 3.       |
| Uruguay                                                                               | Pablo Cuevas         | Španělsko | David Marrero | 68. | 4.       |
| Žebříček ATP k 9. únoru 2015; číslo je součtem žebříčkového postavení obou členů páru |                      |           |               |     |          |

### Jiné formy účasti
Následující páry obdržely divokou kartu do hlavní soutěže:
- Fabiano de Paula /  Marcelo Demoliner
- André Sá /  João Souza

### Odhlášení
v průběhu turnaje
- David Marrero (nemoc )

## Ženská dvouhra

### Nasazení
| Stát                         | Hráčka                | WTA | Nasazení |
| ---------------------------- | --------------------- | --- | -------- |
| Itálie                       | Sara Erraniová        | 13. | 1.       |
| Rumunsko                     | Irina-Camelia Beguová | 34. | 2.       |
| Itálie                       | Roberta Vinciová      | 40. | 3.       |
| USA                          | Madison Brengleová    | 46  | 4        |
| Švédsko                      | Johanna Larssonová    | 71. | 5.       |
| Slovensko                    | Anna Schmiedlová      | 75. | 6.       |
| Slovinsko                    | Polona Hercogová      | 76. | 7.       |
| Jižní Afrika                 | Chanelle Scheepersová | 83. | 8.       |
| Žebříček WTA k 9. únoru 2015 |                       |     |          |

### Jiné formy účasti
Následující hráčky obdržely divokou kartu do hlavní soutěže:
- Gabriela Céová
- Paula Cristina Gonçalvesová
- Beatriz Haddad Maiová

Následující hráčky postoupily z kvalifikace:
- Ana Bogdanová
- Estrella Cabezaová Candelaová
- Verónica Cepedeová Roygová
- Montserrat Gonzálezová
- María Irigoyenová
- Sara Sorribesová Tormová

### Odhlášení
před zahájením turnaje
- Jana Čepelová → nahradila ji Andreea Mituová
- Sorana Cîrsteaová → nahradila ji Olivia Rogowská
- Nicole Gibbsová → nahradila ji Paula Ormaecheaová
- Christina McHaleová → nahradila ji Teliana Pereirová
- Sílvia Solerová Espinosová → nahradila ji Lucie Hradecká

### Skrečování
- Ana Bogdanová (zvýšená teplota)
- Beatriz Haddad Maiová (křeč)
- María Teresa Torrová Florová (poranění levého stehna)

## Ženská čtyřhra

### Nasazení
| Stát                                                                                  | Hráčka                | Stát               | Hráčka                | WTA  | Nasazení |
| ------------------------------------------------------------------------------------- | --------------------- | ------------------ | --------------------- | ---- | -------- |
| Rumunsko                                                                              | Irina-Camelia Beguová | Argentina          | María Irigoyenová     | 135. | 1.       |
| Čínská Tchaj-pej                                                                      | Chan Chin-wei         | Rumunsko           | Ioana Raluca Olaruová | 141. | 2.       |
| Spojené království                                                                    | Jocelyn Raeová        | Spojené království | Anna Smithová         | 192. | 3.       |
| Argentina                                                                             | Florencia Molinerová  | Lichtenštejnsko    | Stephanie Vogtová     | 216. | 4.       |
| Žebříček WTA k 9. únoru 2015; číslo je součtem žebříčkového postavení obou členů páru |                       |                    |                       |      |          |

### Jiné formy účasti
Následující páry obdržely divokou kartu:
- Estrella Cabezaová Candelaová /  Gaia Sanesiová

### Odhlášení
před zahájením turnaje
- María Teresa Torrová Florová (poranění levého stehna)

v průběhu turnaje
- Beatriz Haddad Maiová

### Skrečování
- Irina-Camelia Beguová (žeberní poranění)

## Přehled finále

### Mužská dvouhra
- David Ferrer vs.  Fabio Fognini, 6–2, 6–3

### Ženská dvouhra
- Sara Erraniová vs.  Anna Schmiedlová, 7–6(7–2), 6–1

### Mužská čtyřhra
- Martin Kližan /  Philipp Oswald vs.  Pablo Andújar /  Oliver Marach, 7–6(7–3), 6–4

### Ženská čtyřhra
- Ysaline Bonaventureová /  Rebecca Petersonová vs.  Irina-Camelia Beguová /  María Irigoyenová, 3–0skreč